# Samtgemeinde Altes Amt Lemförde
Die Samtgemeinde Altes Amt Lemförde ist eine Samtgemeinde im Landkreis Diepholz in Niedersachsen. In ihr haben sich sieben Gemeinden zur Erledigung ihrer Verwaltungsgeschäfte zusammengeschlossen. Der Name verweist auf das „Amt Lemförde“, das es bereits zur Zeit der Grafen von Diepholz und in der Zeit des Kurfürstentums sowie des Königreichs Hannover gab und das 1859 dem Amt Diepholz angegliedert wurde.

## Geographie

### Geographische Lage
Die Samtgemeinde Altes Amt Lemförde liegt im Südwesten Niedersachsens im Dreieck der Großstädte Bremen, Osnabrück und Oldenburg. Sie bildet den südlichsten Teil des Landkreises Diepholz. Die Samtgemeinde wird vom Ost- und Südufer des Dümmers sowie vom Westabschnitt des Kammes des Stemweder Berges begrenzt.

### Nachbargemeinden
Nachbargemeinden sind – von Norden aus im Uhrzeigersinn: Diepholz, Samtgemeinde Rehden, Wagenfeld, Stemwede (Kreis Minden-Lübbecke) (Nordrhein-Westfalen), Bohmte (Landkreis Osnabrück) und Damme (Landkreis Vechta).

### Samtgemeindegliederung
1. Brockum
2. Hüde
3. Lembruch
4. Lemförde, Flecken
5. Marl
6. Quernheim
7. Stemshorn

## Geschichte
Die Samtgemeinde Altes Amt Lemförde wurde durch einen freiwilligen Zusammenschluss im Jahr 1971 gebildet und besteht aus den oben genannten sieben Mitgliedsgemeinden.

## Politik

### Samtgemeinderat
Der Samtgemeinderat der Samtgemeinde Altes Amt Lemförde besteht aus 22 Ratsfrauen und Ratsherren. Dies ist die festgelegte Anzahl für eine Samtgemeinde mit einer Einwohnerzahl zwischen 8.001 und 9.000 Einwohnern. Die Ratsmitglieder werden durch eine Kommunalwahl für jeweils fünf Jahre gewählt.
Stimmberechtigt im Rat der Samtgemeinde ist außerdem der hauptamtliche Samtgemeindebürgermeister Rüdiger Scheibe (parteilos).
Die letzte Kommunalwahl am 12. September 2021 ergab das folgende Ergebnis:
- SPD: 7 Sitze
- CDU: 7 Sitze
- FDP: 5 Sitze
- GRÜNE: 3 Sitze

### Samtgemeindebürgermeister
Seit dem 1. November 2021 ist Lars Mentrup (parteilos) hauptamtlicher Samtgemeindebürgermeister. Bei der letzten Bürgermeisterwahl am 12. September 2021 wurde er mit 75,83 % der Stimmen gewählt. Die Wahlbeteiligung lag bei 59,59 %.
Bis 2006 gab es in der Samtgemeinde eine zweigleisige Samtgemeindespitze mit einem hauptamtlichen Samtgemeindedirektor und einem ehrenamtlichen Samtgemeindebürgermeister. Samtgemeindedirektor war Herbert Petering (1971–1995) und Ewald Spreen (1995–2001).
Bisherige Bürgermeister der Samtgemeinde
- 1995–2001: Ludwig Wiegmann
- 2001–2014: Ewald Spreen (parteilos)
- 2014–2021: Rüdiger Scheibe (parteilos)
- seit 2021: Lars Mentrup (parteilos)

### Wappen
Beschreibung: Durch Bestimmung in der Hauptsatzung wird das Wappen des Fleckens Lemförde als Wappen übernommen.

Blasonierung: „In Rot ein auf grünem Boden schreitender, blau bewehrter, blau gezungter goldener Löwe.“ Als die Grafen von Diepholz 1316 im Ortsgebiet ihre Burg errichteten, wurde diese nach dem Löwen in ihrem Schildzeichen als Burg Leuenvorde benannt. Um ihre Residenz entwickelte sich in der Folgezeit ein Burgflecken, der später Amtssitz wurde. Da keine Ortssiegel aus älterer Zeit vorhanden sind, wird vermutet, dass die Siegelführung spätestens mit der Privilegienerteilung von 1611 vonstattenging. Die Herkunft des Löwen verweist auf die Grafen von Diepholz, seine Tingierung entspricht jedoch dem Welfenlöwen.